# 41 Komenda Odcinka Nowy Targ
41 Komenda Odcinka Nowy Targ – zlikwidowany samodzielny pododdział Wojsk Ochrony Pogranicza pełniący służbę na granicy polsko-czechosłowackiej.

## Formowanie i zmiany organizacyjne
41 Komenda Odcinka sformowana została w 1945, na bazie 16 pułku piechoty, w strukturze 9 Oddziału Ochrony Pogranicza. Służbę graniczną objęła 2 listopada 1945. We wrześniu 1946 odcinek wszedł w skład Krakowskiego Oddziału WOP nr 9. W 1948, na bazie 41 Komendy Odcinka sformowano Samodzielny Batalion Ochrony Pogranicza nr 53.

## Działania bojowe
- 1947 – 21 lutego żołnierze KBW i 41 komendy osaczyli w Ostrowsku oddział „Ognia”. Zabito 4 osoby i wzięto do niewoli rannego dowódcę oddziału, który usiłował popełnić samobójstwo (zastrzelić się). „Ogień” zmarł w szpitalu w Nowym Targu. Zwłoki zabrała UB[5][6].

## Struktura organizacyjna
Dyslokacja 41 Komendy Odcinka przedstawiała się następująco:
- Komendantura odcinka i pododdziały sztabowe – Nowy Targ
- 185 strażnica WOP – Niedzica
- 186 strażnica WOP – Jurgów
- 187 strażnica WOP – Skała, Łysa Polana[8]
- 188 strażnica WOP – Kuźnice, Kościelisko[8]
- 189 strażnica WOP – Rostki Kiry[8].

## Komendanci odcinka
- mjr Piotr Popławski[1][2].